# Bukovica
Bukovica är en ort i Bosnien och Hercegovina. Den ligger i entiteten Federationen Bosnien och Hercegovina, i den centrala delen av landet, 19 km väster om huvudstaden Sarajevo. Bukovica ligger 552 meter över havet och antalet invånare är 336.
Terrängen runt Bukovica är huvudsakligen kuperad. Bukovica ligger nere i en dal. Runt Bukovica är det ganska tätbefolkat, med 93 invånare per kvadratkilometer.. Närmaste större samhälle är Sarajevo, 18,7 km öster om Bukovica.
Omgivningarna runt Bukovica är en mosaik av jordbruksmark och naturlig växtlighet.